# Arturo Berutti
Arturo Berutti ( 14 de marzo de 1858 en San Juan ; 3 de enero de 1938 en Buenos Aires) fue un compositor argentino.
Berutti realizó estudios de derecho en Buenos Aires. Gracias a su talento musical obtuvo en 1884 una beca que le permitió ir a estudiar a Europa. Inició su formación en el conservatorio de Leipzig con Carl Reiner y Salomon Jadasohn, y posteriormente estudió en París (1889) y en Milán (1890), donde se interesó en la lírica italiana .
Luego de regresar a la Argentina en 1896 trabajó en la composición de varias óperas, la mayoría sobre libretos de temas sudamericanos. Se lo considera pionero de la lírica argentina.
Además de su predominante producción lírica, que en muchos casos combinó temas del folclore argentino, Berutti compuso sinfonías, sonatas, oberturas y canciones.
Entre sus escritos destaca la traducción del tratado de armonía de Salomon Jadassohn. 

## Principales obras
- Vendetta, ópera, 1892.
- Evangelina, ópera basada en la novela de Henry Wadsworth Longfellow, 1893.
- Taras Bulba, ópera basada en la novela de Nikolái Gógol, 1895.
- Pampa, ópera sobre Juan Moreira, de Eduardo Gutiérrez, 1897.
- Yupanki, sobre libreto de Vicente Fidel López, 1899.
- Khrysé, ópera con libreto basado en la novela de Pierre Louÿs «Afrodita», 1902.
- Nox horrida, ópera, 1908.
- Gli Eroi, ópera con libreto de Vicente Fidel López, 1919.